# Ковака
Ковака (бел. Кавака) — деревня в Угловском сельсовете Брагинского района Гомельской области Белоруссии.

## География

### Расположение
В 4 км на север от Брагина, 32 км от железнодорожной станции Хойники (на ветке Василевичи — Хойники от линии Калинковичи — Гомель), 122 км от Гомеля.

## Транспортная система
Транспортные связи по просёлочной, затем автомобильным дорогам, которые отходят от Брагина. Планировка состоит из прямолинейной улицы с 2 переулками, близкой к широтной ориентации, застроена двусторонне деревянными домами усадебного типа.

## История
По письменным источникам от пятницы 30.10.1795 года, известен как хутор Ковака Речицкого уезда Черниговской губернии. Проживала шляхта по фамилии Буйневич и графа Михаила Ракицкого крестьян семьи: Ермоленко Игната Даниловича, Кондратенко Семёна, Сидоренко Ивана, Стрибук Фёдора Якимовича, Черевач Василия Андреевича. Всего 65 жителей. В 1897 году находились церковно-приходская школа грамоты, работали две ветряные мельницы.                                                                  
С 08 декабря 1926 года по 30 декабря 1927 года центр Ковакского сельского Совета Брагинского района Речицкого, а с 09 июня 1927 года — Гомельского округов. В 1931 году организован колхоз «Заветы Ильича». Первым председателем колхоза «Заветы Ильича» был Стрибук Никита Андреевич (1896—1937). Работали ветряная мельница (с 1928 года), конная круподробилка (с 1914 года), кузница.
С 01.12.1943 по 01.02.1944 года в деревне размещался инфекционный госпиталь № 4257. От ран и инфекционных болезней в данном госпитале умерло не установленное количество мирных жителей и 17 воинов РККА. Их память увековечивает возведённый кирпичный пирамидальный обелиск на деревенском кладбище. В 1959 году в составе колхоза «Путь к коммунизму» (центр — д. Соболи). Работали клуб, библиотека. Родина белорусского поэта Блатуна Сымона (Семёна) Тихоновича (10.05.1937—03.04.1970).
До 16 декабря 2009 года в составе Брагинского горсовета.
Решением Гомельского областного Совета депутатов от 01.12.2009 № 276 "Об изменении административно-территориального устройства Брагинского района Гомельской области" деревня Ковака включена в состав Угловского сельсовета.

## Население

### Численность
- 2004 год — 63 домов, 168 жителей

### Динамика
- 1795 год — 3 двора шляхты, 18 жителей: 10 мужчин, 8 женщин
- 1795 год — 8 дворов крестьян, 47 жителей: 23 мужчины, 24 женщины
- 1816 год — 22 двора, 107 жителей: 48 мужчин, 59 женщин
- 1834 год — 17 дворов, 163 жителя: 81 мужчина, 82 женщины
- 1858 год — 24 двора, 177 жителей: 88 мужчин, 89 женщин
- 1866 год — 32 двора, не установлено
- 1897 год — 51 двор, 356 жителей (согласно переписи)
- 1909 год — 52 дома, 385 жителей
- 1926 год — 99 домов, 511 жителей: 248 мужчин, 263 женщины
- 1930 год — 69 домов, 209 жителей
- 1959 год — 538 жителей (согласно переписи)
- 2002 год — 67 домов, 176 жителей
- 2004 год — 63 дома, 168 жителей
- 2017 год — 42 жилых дома